# Tatinga evrardi
Tatinga evrardi är en fjärilsart som beskrevs av Bang-haas 1933. Tatinga evrardi ingår i släktet Tatinga och familjen praktfjärilar. Inga underarter finns listade i Catalogue of Life.